# Fort Beekenburg

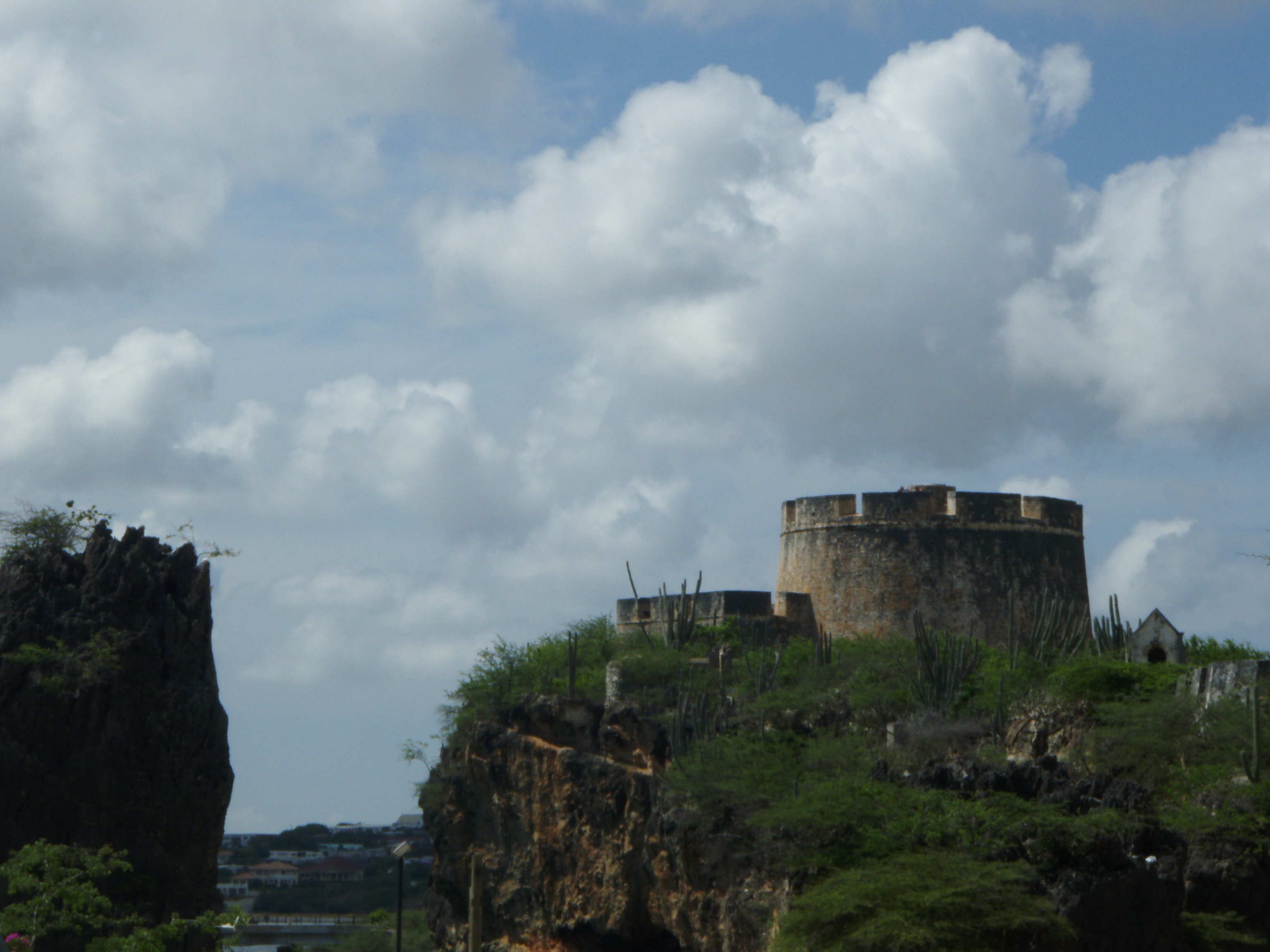
Fort Beekenburg (22 september 2007)

Fort Beekenburg (ook bekend als Het Kasteel) is een fort op Curaçao gelegen op het schiereiland aan de Caracasbaai.

## Geschiedenis
Fort Beekenburg werd in 1703 gebouwd op Curaçao aan de Caracasbaai ter verdediging van het Spaanse Water.
De Caracasbaai met het achtergelegen Spaanse Water waren een van de weinige geschikte plekken om van zee aan land te gaan. Daarom werd besloten een fort te bouwen om het voor vijanden onmogelijk te maken Willemstad te bereiken.
Het fort is vernoemd naar de Nicolaas van Beek, die tussen 1701 en 1704 gouverneur was en de verdediging van de stad coördineerde. Gedurende de 18e eeuw heeft het fort verschillende aanvallen van Franse en Engelse troepen kunnen tegenhouden. Op een zeker moment hebben de Engelsen geprobeerd het fort te omzeilen door over de naastliggende berg, Cabrietenberg, te trekken. Dit gaf echter zoveel moeilijkheden en kostte zoveel tijd dat het plan werd gestaakt en er werd besloten terug te trekken voordat de Nederlanders al hun troepen hadden verzameld. Van 1800 tot 1803 en van 1807 tot 1816 werd Curaçao door de Engelsen bezet gehouden. Enkele keren is Fort Beekenburg door piraten aangevallen, dit zonder succes.
Op het eiland werd door Shell een olieterminal voor de overslag van stookolie gebouwd, die in 1927 in gebruik werd genomen en het een afgesloten gebied maakte. Er werd een dam met een weg aangelegd tussen de vaste wal en het eiland, wat het een schiereiland maakte. In 2005 verkocht Refineria Isla het schiereiland aan de Antilliaanse overheid voor het bedrag van 1 Antilliaanse gulden. Hiermee werd het openbaar gebied en is het fort weer te bezichtigen.

## Het fortencomplex
Het fort heeft een ronde toren, in de vorm van een schaakstuk. Boven op de toren zijn kanalen die het regenwater naar een reservoir binnen in de toren voert. Hierdoor had men zelfs tijdens een belegering altijd vers water. Ook stonden op het dak van de toren kanonnen.
Aan de voet van de toren is een zeskantig platform met kantelen. Hier stonden ook kanonnen opgesteld om zo de doorgang naar het Spaanse Water te bewaken. Vanaf de begane grond loopt een stenen trap naar dit platform. Deze trap is later aangebouwd. In de oudste fase van het fort kon men alleen de toren beklimmen door bij een houten deurtje boven op de toren te komen. Aannemelijk is dat dit een ladder betrof die tijdens gevaar binnengehaald kon worden.
Vanaf de toren is het zeskantige platform bereikbaar door een trap af de toren in te gaan. Vanaf daar leidt een korte gang naar een houten deur die uitkomt op het platform. De toren met platform is aan drie kanten ommuurd, de vierde kant is een klif aan de baai.
Vanaf de openbare weg gaat een stenen trap omhoog tot aan een poort. Hierachter bevindt zich een waterreservoir, de restanten van een huisje en een platform met kantelen en een stenen wachthuisje. Niet zeker is of ook hier kanonnen hebben gestaan.
De koopvaardijschepen uit Nederland namen IJselstenen mee als ballast. Om plaats te maken voor goederen werden de stenen achtergelaten op Curaçao, het gehele fort werd van deze stenen gebouwd. De toren is een verblijfplaats van vleermuizen.
Fort Amsterdam - Fort Beekenburg - Fort Sint Michiel - Fort Nassau - Fort Piscadera - Riffort - Fort Waakzaamheid - Waterfort